# Playboy Mansion

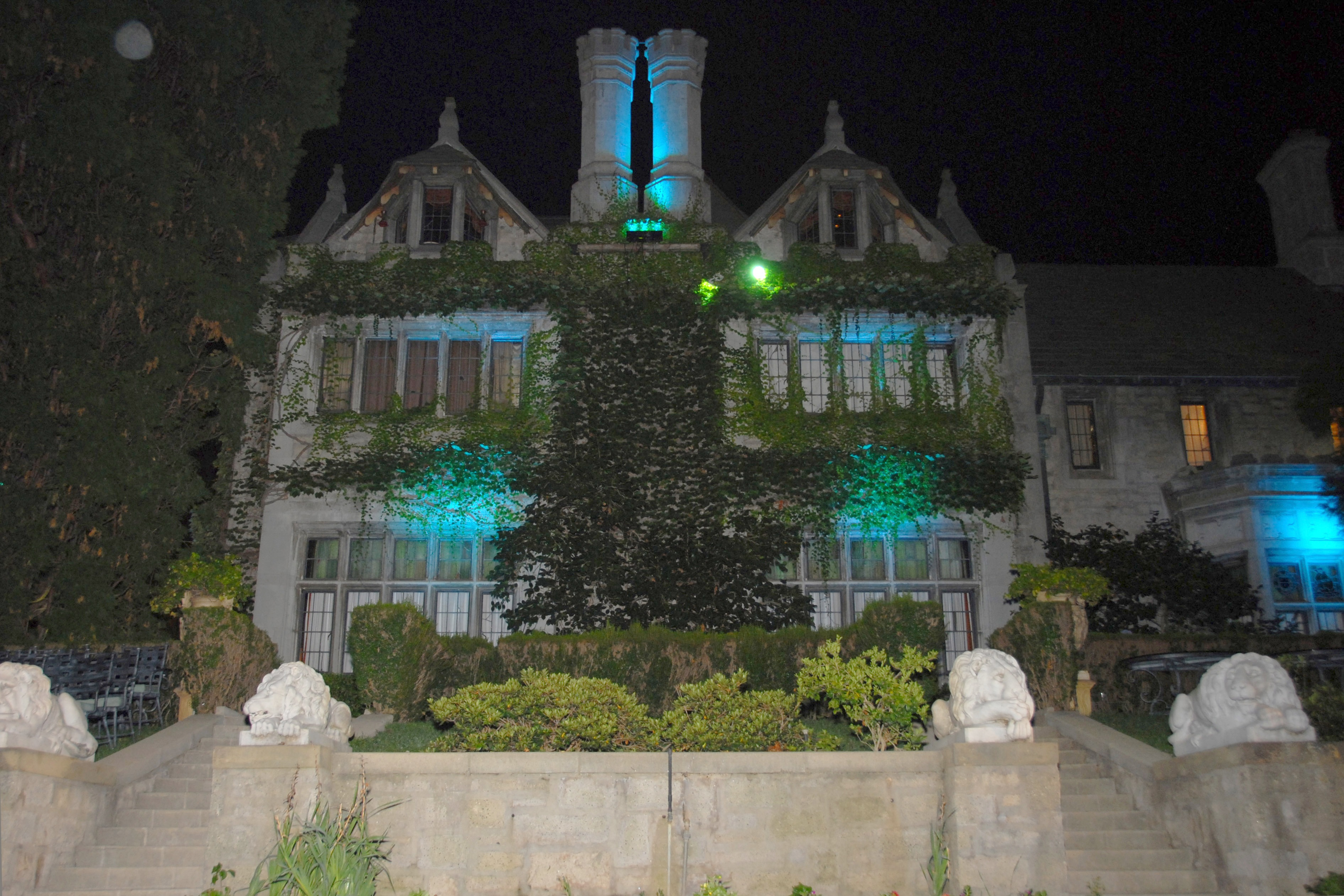
Die Playboy Mansion

Die Playboy Mansion (deutsch Playboy-Villa) ist eine Villa in den Holmby Hills von Los Angeles. Sie wurde zu dessen Lebzeiten von Playboy-Gründer Hugh Hefner bewohnt.

## Geschichte

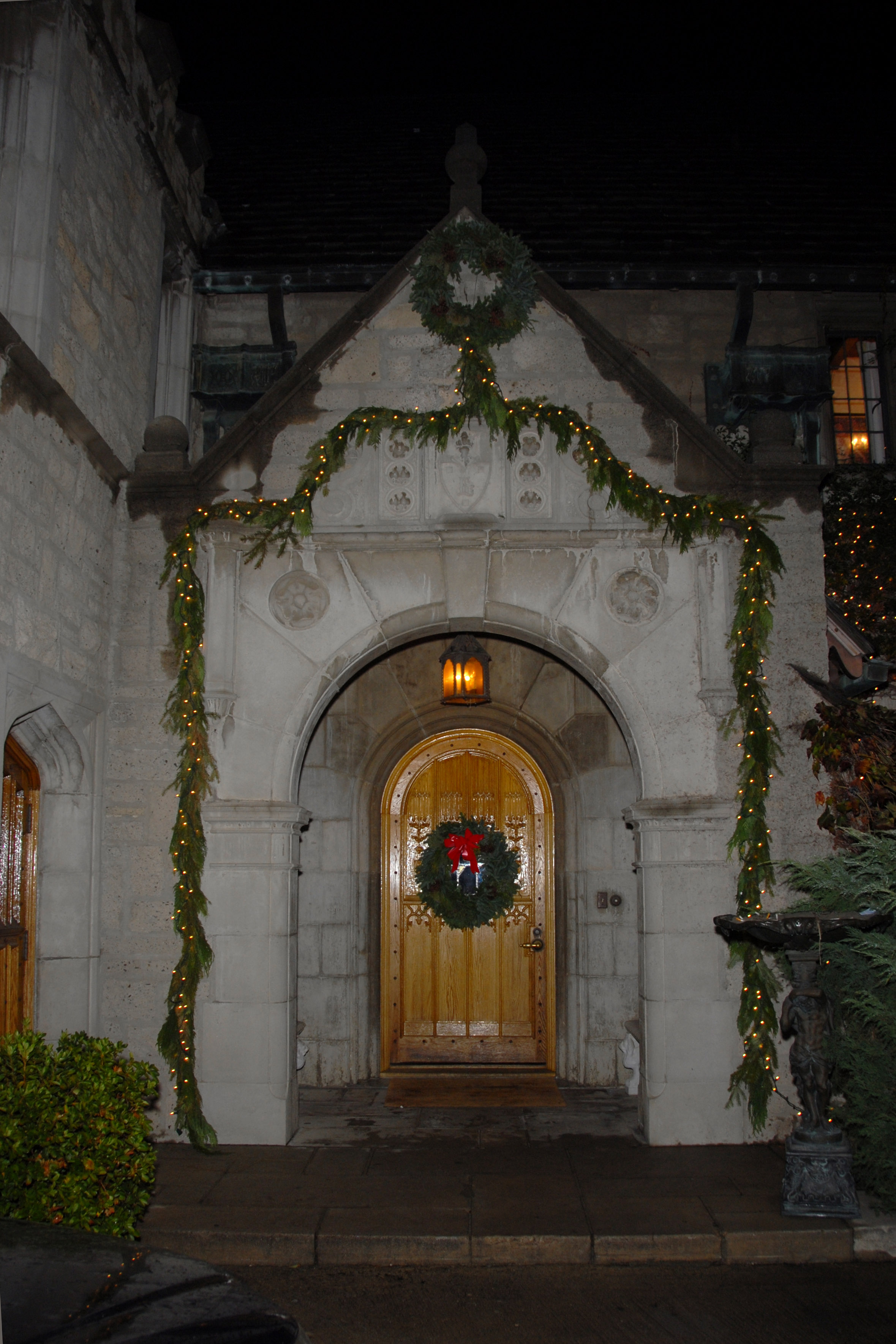
Haupteingang der Playboy Mansion

Das Haus wurde im Jahre 1927 von dem Architekten Arthur R. Kelly erbaut. 1971 erwarb es Hugh Hefner für 1,05 Millionen US-Dollar, 2011 wurde sein Wert auf circa 100 Millionen US-Dollar geschätzt. Die Villa hat eine Fläche von knapp 2000 Quadratmetern und ist von zwei Hektar Land umgeben. Sie wurde von 80 Mitarbeitern bewirtschaftet.
Die Playboy Mansion verfügt über 29 Zimmer, zu denen unter anderem eine Bibliothek, ein Weinkeller und ein Privatkino gehören. Auf dem Gelände befindet sich ein separates Gebäude, das sogenannte „Game House“, das über einen Billardtisch, klassische und moderne Arcade-Spiele, Flipperautomaten, Klaviere, Jukeboxes, Fernseher, Stereoanlagen, eine große Couch, zwei Schlafzimmer und ein voll verspiegeltes Zimmer mit Matratzenboden verfügt. Das Game House ist unter anderem auch durch einen Weltrekord bekannt: Dort ist ein Donkey-Kong-Automat vorhanden, auf dem der US-amerikanische Showmaster Johnny Carson einst einen Rekord aufstellte.

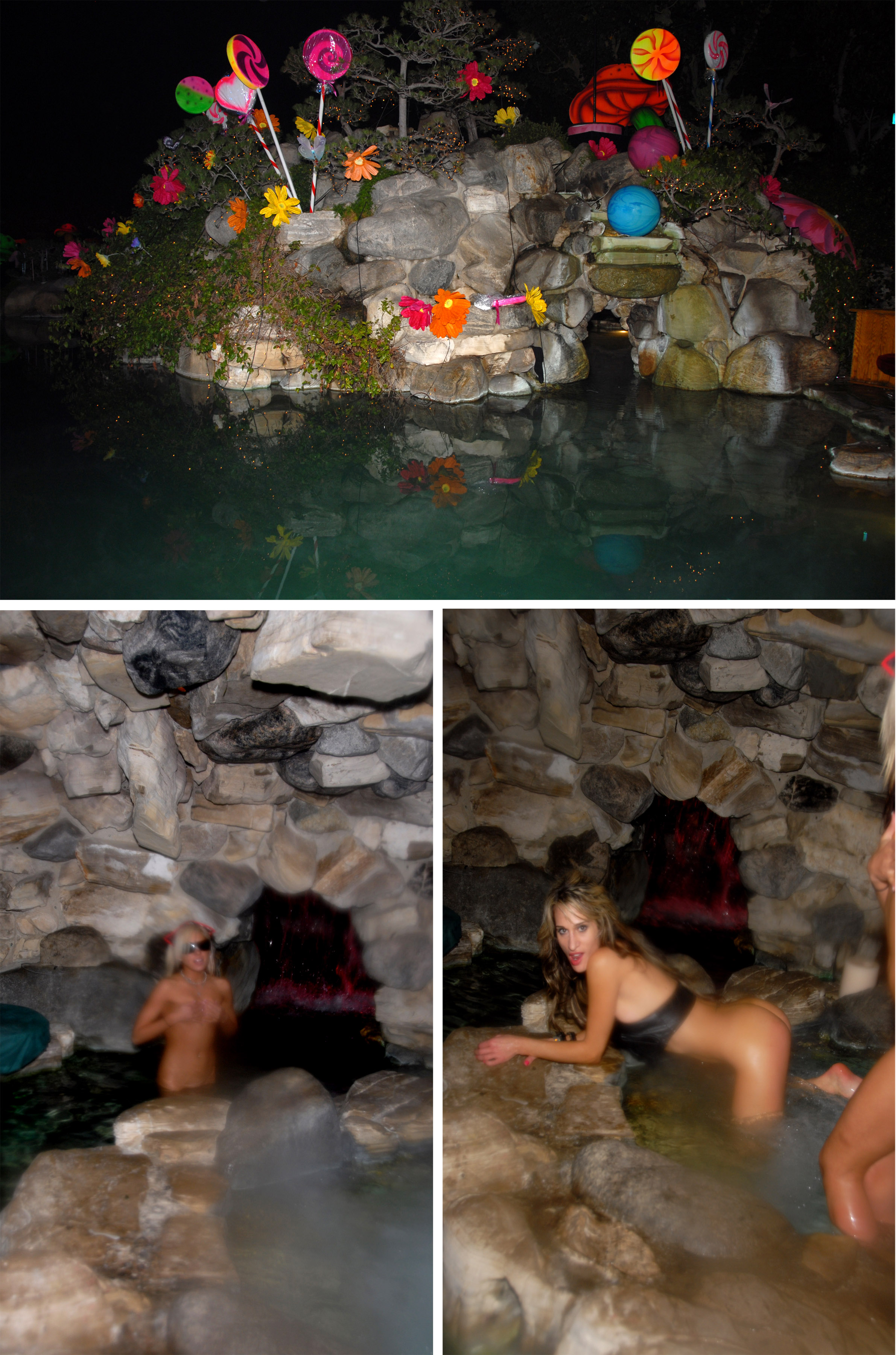
Die Grotte von außen und innen

In der Outdoor-Anlage befinden sich ein Tennisplatz, diverse Pools und eine künstliche Grotte. Diese Grotte wurde insbesondere dadurch berühmt, dass sie immer wieder Gegenstand von Erzählungen über dort angeblich stattgefundene Orgien und Ausschweifungen war.
Die Playboy Mansion ist eines der wenigen Anwesen Kaliforniens mit einer privaten Zoolizenz. Es gibt einen Außen- und einen Innenzoo. Ferner ist sie der einzige private Wohnsitz in Los Angeles, auf dem Feuerwerkskörper auch außerhalb der Silvesternacht und dem Unabhängigkeitstag (4. Juli) abgefeuert werden dürfen.
Das Nachbarhaus der Playboy Mansion wurde 1996 von Hefner erworben. Bewohnt wurde es von Hefners Exfrau Kimberley Konrad und ihren Kindern. Zudem ist auf dem Gelände der Playboy Mansion ein Gästehaus vorhanden, das von diversen Playmates bewohnt wurde.
Am 30. März 2015 berichtete der Playboy, in den 1970er-Jahren seien Tunnel gebaut worden, die die Playboy Mansion mit den Anliegen von Jack Nicholson, Warren Beatty, Kirk Douglas und James Caan verbanden. Zahlreiche Medien berichteten darüber, bis der Playboy zwei Tage darauf bekannte, dass dies ein Aprilscherz gewesen war.
2016 verkaufte Hugh Hefner die Playboy Mansion an den Investment-Milliardär Daren Metropoulos zu einem Preis von 105 Millionen US-Dollar. Der Verkauf war jedoch an die Bedingung geknüpft, dass der Erwerber dem 90 Jahre alten Hefner ein lebenslanges Wohnrecht einräumt.

## Mediales Erscheinen
Die Playboy Mansion war Drehort für vielerlei Fernsehserien und Filme. So ist sie hauptsächlicher Schauplatz der TV-Serie The Girls of the Playboy Mansion und war in anderen Serien wie Sex and the City, Kendra und Der Prinz von Bel-Air zu sehen. In dem 1987 erschienenen Film Beverly Hills Cop II von Eddie Murphy besucht dessen Charakter Axel Foley eine Party in der Playboy Mansion, ferner war sie in den Filmen House Bunny und Miss March zu sehen. Der im Jahr 2009 produzierte Film Girls Mansion Massacre, in dem unter anderem Hefners Exfreundinnen Holly Madison und Bridget Marquardt auftreten, wurde ebenfalls in der Playboy Mansion gedreht und im Jahr 2019 drehte Quentin Tarantino Szenen für Once Upon a Time in Hollywood dort.
2002 erschien unter der Regie von Kevin Burns ein Dokumentarfilm über Hugh Hefner namens Playboy: Inside the Playboy Mansion, in dem unter anderem Hugh Hefner, dessen Exfrau Kimberley Konrad, Bruder Keith Hefner, Tochter Christie Hefner und Prominente wie Pamela Anderson, Neil Patrick Harris oder Sarah Michelle Gellar auftraten. Dieser Dokumentarfilm wurde in der Playboy Mansion gedreht. Sie ist zudem in diversen Musikvideos, wie in dem von Playmate of the Year von Zebrahead, Work It von Nelly featuring Justin Timberlake, Rockstar von Nickelback und Beverly Hills von Weezer zu sehen.
2005 erschien ein Kalender mit dem Namen Playmates at Play at the Playboy Mansion. Dieser Kalender wurde 2004 auf dem Gelände der Playboy Mansion geschossen. Die Playmates Hiromi Oshima, Lauren Michelle Hill, Carmella DeCesare, Sandra Ehemann, Irina Voronina, Cara Wakelin, Karen McDougal, Christina Santiago, Pennelope Jimenez, Marketa Janska, Krista Kelly und Teri Marie Harrison wurden dafür in Badeanzügen fotografiert. Die Playboy Mansion ist auch zentraler Gegenstand des Bildbandes Inside the Playboy Mansion und des Videospiels Playboy: The Mansion, in dem der Spieler ein „Playboy-Imperium“ aufbauen muss.
Die Band U2 veröffentlichte 1997 den Song The Playboy Mansion auf ihrem Album Pop. Auch The Nightwatchman veröffentlichte mit One Man Revolution einen Song, der unter anderem von der Playboy Mansion handelt.
In der Playboy Mansion wurde unter der Regie von Brett Ratner ein Werbeclip für das Musikspiel Guitar Hero 5 gedreht. In diesem wirkten Hugh Hefner, Crystal Harris, Kristina Shannon, Karissa Shannon und diverse andere Playmates mit. 2011 fanden Dreharbeiten für einen Werbespot der niederländischen Biermarke Bavaria auf der Mansion statt. Für diesen standen unter anderem Hugh Hefner, seine Ehefrau Crystal Harris und Anna Sophia Berglund vor der Kamera.
Im 2013 veröffentlichten Actionspiel Grand Theft Auto V wurde von den Entwicklern ein Easter Egg eingebaut, das von der Playboy Mansion handelt. Im Spiel ist ein Haus zu finden, das fast gänzlich der Playboy Mansion nachempfunden ist.

## Events
Jedes Jahr fanden auf dem Anwesen große Halloween-Partys statt, auf denen Hugh Hefner auch seine spätere Ehefrau Crystal Harris kennenlernte. Ein weiteres Event war die Midsummer Night's Dream Party, immer am ersten Samstag im August.
Während der frühen 2000er wurden im Hinterhof der Playboy Mansion Boxkämpfe veranstaltet, bei denen beispielsweise Vassiliy Jirov und David Haye kämpften.
In der Playboy Mansion fanden auch regelmäßig karitative Events statt, wie eine Veranstaltung für die Karma-Stiftung, die Celebrity Poker Party oder eine Veranstaltung für das Marijuana Policy Project. Alle Erlöse und Spenden dieser Veranstaltungen kamen karitativen Organisationen zugute. Auch ein Event zugunsten der Erforschung von Autismus  wurde in der Playboy Mansion abgehalten.

## Finanzierung
Grundsätzlich wurde die Playboy Mansion von Playboy Enterprises beziehungsweise deren Muttergesellschaft Icon Acquisition Holdings finanziert. Hefner bezahlte allerdings Miete an Playboy Enterprises für den Teil der Playboy Mansion, der ausschließlich für ihn und seine persönlichen Gäste zur Verfügung stand, außerdem Mahlzeiten und Getränke sowie sonstige Leistungen, die durch ihn und seine persönlichen Gäste anfielen. Im Jahr 2002 waren dies 1,3 Millionen US-Dollar, im Jahr 2003 1,4 Millionen US-Dollar, und im Jahr 2004 betrug die Miete 1,3 Millionen US-Dollar.
Playboy Enterprises bezahlte für die betrieblichen Aufwendungen (einschließlich Abschreibungen und Steuern) 3,6 Millionen US-Dollar im Jahr 2002, 2,3 Millionen US-Dollar im Jahr 2003 und 3,0 Millionen US-Dollar im Jahr 2004, abzüglich der Miete von Hefner.